# Фьорентино
Фьорентино (итал. Fiorentino) — один из девяти городов-коммун в Сан-Марино.
На 2010 год население составляло 2249 жителей. Площадь — 6,57 км². Граничит с коммунами Кьесануова, Сан-Марино, Борго-Маджоре, Фаэтано и Монтеджардино, а также с итальянскими муниципалитетами Монте-Гримано-Терме и Сассофельтрио.

## Административное деление
Делится на 3 прихода:
- Капанне (Capanne)
- Крочале (Crociale)
- Пьянакки (Pianacci)

## Спорт
В городе базируются футбольные клубы Тре Фиори и Фиорентино.